# Nicolai Johansen
Nicolai Johansen (ur. 24 lutego 1994) – duński piłkarz, występujący na pozycji obrońcy.

## Życiorys
Występował w zespole U-19 Vanløse IF, natomiast w 2013 roku został promowany do pierwszej drużyny. W 2014 roku spadł wraz z klubem do Danmarksserien (IV liga). W roku 2018 awansował z Vanløse do 2. division (III liga).
Zagrał w reprezentacji Danii w meczu 5 września 2018 roku ze Słowacją. Występ Johansena miał związek z protestem podstawowych reprezentantów kraju, którzy nie potrafili porozumieć się z DBU. Johansen rozegrał całe spotkanie. Dania przegrała mecz 0:3.

## Statystyki ligowe
| Sezon     | Klub       | Liga           | Mecze | Gole |
| --------- | ---------- | -------------- | ----- | ---- |
| 2013/2014 | Vanløse IF | 2. division    | ?     | ?    |
| 2014/2015 | Vanløse IF | Danmarksserien | ?     | ?    |
| 2015/2016 | Vanløse IF | Danmarksserien | ?     | ?    |
| 2016/2017 | Vanløse IF | Danmarksserien | ?     | ?    |
| 2017/2018 | Vanløse IF | Danmarksserien | ?     | ?    |
| 2018/2019 | Vanløse IF | 2. division    | 30    | 1    |
| 2019/2020 | Vanløse IF | 2. division    | 22    | 1    |
| 2020/2021 | Vanløse IF | 2. division    | 24    | 2    |
| 2021/2022 | Vanløse IF | 3. division    | 18    | 0    |